# Haswellia juxtacarnea
Haswellia juxtacarnea är en kräftdjursart som beskrevs av Baker1926. Haswellia juxtacarnea ingår i släktet Haswellia och familjen klotkräftor. Inga underarter finns listade i Catalogue of Life.